# Andrés Quintana Roo

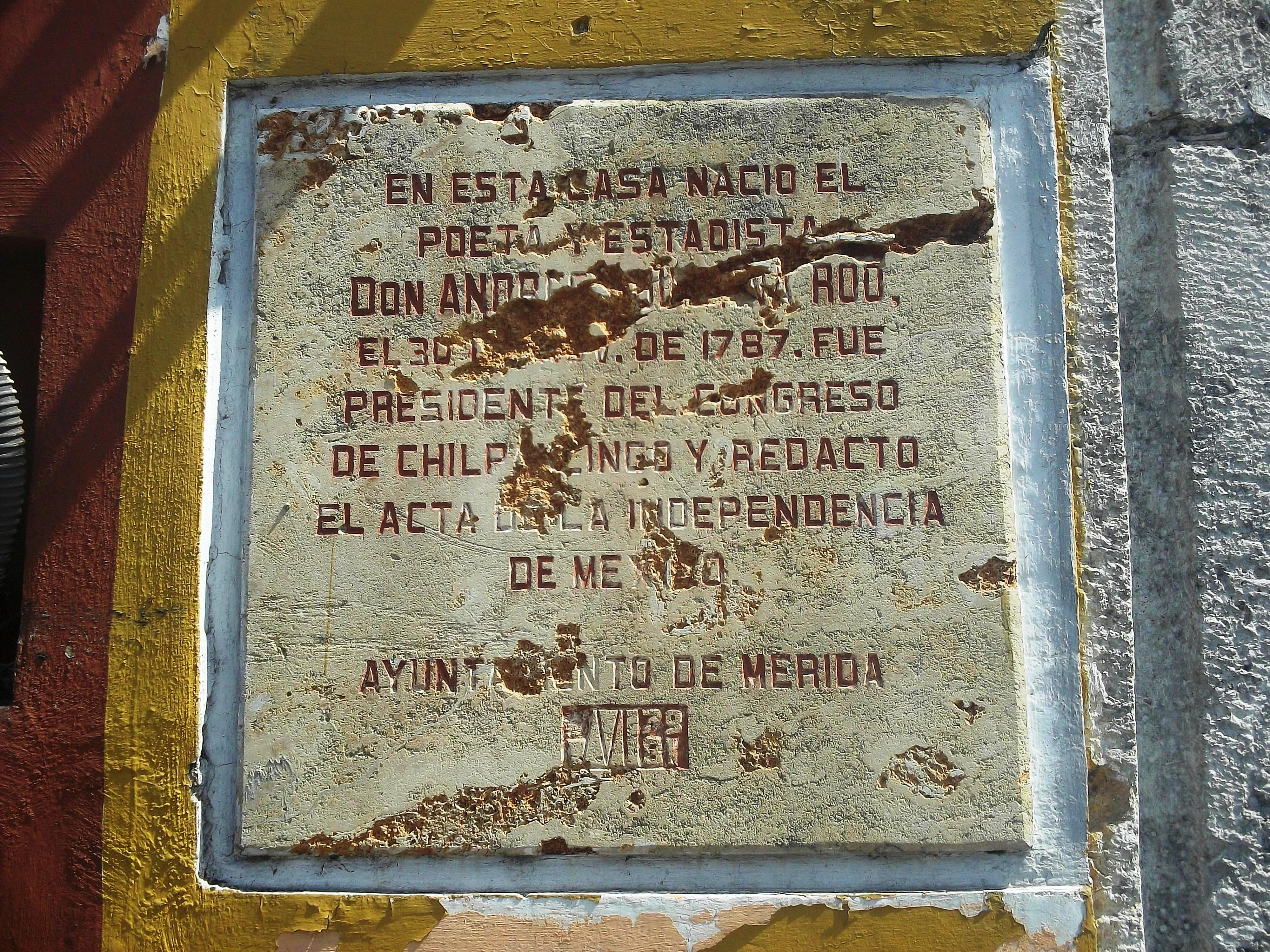
Casa donde nació Don Andrés Quintana Roo

Andrés Eligio Quintana Roo (Mérida, Yucatán; 30 de noviembre de 1787-Ciudad de México, 15 de abril de 1851) fue un abogado, poeta y político novohispano, insurgente en el proceso de independencia de México. Fue esposo de Leona Vicario, quien destacó durante la guerra de independencia de México. Hijo de José Matías Quintana y María Ana Roo, descendientes de colonos canarios que se establecieron en la península de Yucatán en el siglo XVIII y hermano mayor del sacerdote católico Tomás Quintana Roo.

## Biografía

### Estudios y primeros años
Estudió sus primeras letras en el Seminario de San Ildefonso de Mérida, demostró gran capacidad para las letras; en 1808 continuó sus estudios en la Ciudad de México en la Real y Pontificia Universidad de México. Su padre estableció la primera imprenta que editó periódicos en la península de Yucatán, la actitud de Matías Quintana fue considerada subversiva por la corona y fue aprehendido por las autoridades del virreinato; fue mandado encarcelar en San Juan de Ulúa. Quintana Roo cursó el bachillerato de artes y cánones, se tituló como abogado siendo pasante en el bufete de don Agustín Pomposo Fernández.

### Sanjuanista
En 1802 en Yucatán se forma un grupo denominado Sanjuanistas, fue fundado por Pablo Moreno, filósofo yucateco y el capellán José María Velázquez, a este grupo se integran notables personajes como el padre de Andrés Quintana Roo y Lorenzo de Zavala; el grupo abogaba por la supresión del servilismo indígena, las obvenciones parroquiales y a los privilegios a la Corona Española. De manera casi inmediata surgió en la península un grupo opuesto a los Sanjuanistas llamado los Rutineros.

### Independencia de México
Fue uno de los próceres de la Independencia de México. Miembro del Congreso de Chilpancingo, presidió la Asamblea Constituyente que formuló el Acta Solemne de la Declaración de Independencia de la América Septentrional (1813). Diputado y senador, varias veces secretario de Estado, magistrado de la Suprema Corte de Justicia de la Nación; editó y dirigió el periódico Semanario Patriótico Americano; autor de la obra Dieciséis de septiembre, entre otras. En su honor se dio el nombre al estado de Quintana Roo, en México. Hay también un pequeño municipio en el estado de Yucatán que lleva su nombre.
Sus restos descansaron en la Columna de la Independencia desde 1925 hasta el 30 de mayo de 2010, fecha en que fueron trasladados al Palacio Nacional para su conservación, análisis y autentificación.
En su papel y contribución a la causa insurgente recae principalmente en un rol intelectual, esto puede explicarse gracias a su formación profesional en leyes y no en temas militares. Así que Don Andrés Quintana Roo se insertó en la labor propagandística en El Ilustrador Americano y El Semanario Patriótico Americano, periódicos publicados de 1812 a 1813.
En agosto de ese mismo año ya con José María Morelos y Pavón convocando a la creación de un Congreso y haciendo llamado de las juntas. Andrés Quintana Roo conoció ahí al siervo de la nación. Guillermo Prieto narra en sus memorias que el señor Quintana quedó perplejo ante el talento e ideas que emanaban del general Morelos. Es así que después de haber designado los puestos que se ocuparían en el Congreso de Chilpancingo y siendo presidente en función José María Murguía y Galargui en noviembre de 1813. Este último dejaría el puesto al no ser capaz de mantenerse en funciones dejando al vicepresidente del Congreso, un joven Andrés Quintana Roo, como presidente efectivo de la organización.
Ana Carolina Ibarra sostiene que después de un Congreso itinerante y varias derrotas insurgentes, háblese de Hermenegildo Galena que cayó en la zona de Coyuca, en el actual estado de Guerrero el 27 de agosto de 1814. Se proclama la Constitución de Apatzingán el 22 de octubre de 1814 y aunque entre los firmantes no se encuentra Quintana Roo, este fue uno de los principales autores intelectuales junto a Carlos María de Bustamante e Ignacio López Rayón, según retoma la investigadora.

### Trayectoria política en México
Después de la consolidación de la lucha independentista firmada entre los insurgentes y la facción realista, el reto sería la planificación de un Estado libre y soberano, aún ante las adversidades económicas y divisiones políticas por los distintos proyectos de nación que se tenían en mente. Las distintas maneras de gobernar que tendrían los federalistas, los centralistas o monarquistas. Quintana Roo se desempeñó en la vida política como un hombre aferrado a sus ideales liberales federalistas, aunque nunca fungió como senador, si ocupó los cargos de diputado en el Congreso Instituyente de 1822, después de diputado federalista en el Segundo Congreso Constitucional en 1827-1828. Culminó siendo presidente de la Cámara de Diputados en 1831-1832.
Lo encontramos ocupando el puesto de Subsecretario de Relaciones durante el mandato de Agustín de Iturbide, durando pocos meses en el puesto por las convulsas situaciones, hablando en materia de levantamientos armados. Con la llegada de Santa Anna en 1832, Quintana Roo ocupa el cargo de Ministro de Justicia de Negocios Eclesiásticos donde buscó reformar y modernizar el país a partir de un estado laico, el tránsito de las propiedades de la iglesia pues no resultaban rentables.
Andrés Quintana Roo resultó ser uno de los primeros políticos en poner en marcha estas ideas donde se arremete contra la iglesia, con sus debidas contestaciones de parte de la Institución y sus simpatizantes. El abogado discrepó de que se utilizara el púlpito de la iglesia como un espacio de arengas políticas. Además decretó la eliminación de la coacción para el cobro del diezmo el 27 de octubre de 1833 y la eliminación de la coacción civil del cumplimiento de los votos monásticos el 6 de noviembre de 1833. Estos decretos fueron abolidos inmediatamente por Santa Anna al ver las reacciones contrarias del ala conservadora. Esto causó que Quintana Roo renunciara a su puesto a lo que él veía un gobierno voluble que se decantaba solo por la simpatía de partidarios y no por ideales arraigados.
Don Andrés, a lo largo de la investigación documental encontramos ese ferviente apoyo a la causa federal y defensa de la soberanía. A la llegada de las tropas francesas en la llamada Guerra de los pasteles, encontramos un comunicado dirigido a Anastasio Bustamante ofreciendo todos sus bienes, al servicio de la patria.
Para el 4 de noviembre de 1841, Andrés Quintana Roo aceptó viajar como Comisionado del  Gobierno General y regresó a Yucatán para tratar los asuntos separatistas que la Península traía arrastrando desde la independencia de México. Cabe mencionar que entre las labores del abogado yucateco siempre se buscó el equilibrio entre la unidad nacional y el federalismo, es decir, la libertad y autonomía de los estados republicanos. Es así que siendo oriundo de aquellas tierras es bien recibido, facilitándole las negociaciones para evitar la disgregación territorial de la península.
Al final de los días de Andrés Quintana Roo nunca se despegó de la vida política pero también se enfocó en la producción intelectual. Es así que funge como “Vicepresidente primero del Instituto Mexicano de Ciencias, Literatura y Artes, fundador de periódicos como El Federalista Mexicano, hasta sus últimos días, fue presidente honorario de la Academia de Letrán y se rodeó de los jóvenes liberales que compartieron su pasión por la construcción de un país moderno.”

## Relación con Leona Vicario
Fue discípulo de Agustín Pomposo Fernández de San Salvador, cuya sobrina era Leona Vicario, pero había un problema: don Agustín apoyaba a la Corona y Andrés apoyaba a la insurgencia. Andrés solicitó permiso para casarse con Leona pero le fue negado por sus diferencias ideológicas. Agustín Pomposo Fernández fue un personaje intelectual de su época, se encargó de llevar los asuntos de los negocios familiares además de haber sido rector en dos ocasiones de la Universidad.  Quintana Roo se unió con los insurgentes; y aprovechando la forzosa separación, doña Leona prestó eminentes servicios a la Independencia en forma secreta. Leona fue descubierta en 1813 por prestar servicios a la insurgencia y fue encerrada en el Colegio de Belén (Ciudad de México), no obstante el apoyo que, pese a todo, su tío le brindó en la corte. Logró escapar disfrazada y contrajo nupcias con Andrés en Tlalpujahua, Michoacán.  Después de la disolución del Congreso en Tehuacán en Puebla, Andrés Quintana Roo y Leona Vicario decidieron permanecer en Michoacán. Desde ese momento su vida se basaría en una necesidad de esconderse en distintas regiones. 
Hasta que finalmente, después de haber pasado una serie de penalidades y habiendo dado a luz Leona a su primera hija, a la que llamarían Genoveva, recibieron el indulto en marzo de 1818. De allí la familia residió en Toluca con escasísimos recursos, sin poder pasar a la ciudad de México y sin la posibilidad de recuperar nada de los cuantiosos bienes que habían formado parte de la herencia de Leona Vicario, confiscada como parte del botín de las tropas realistas. Sólo hasta 1820, la pareja fue autorizada a volver a la ciudad de México; en ese mismo año, fue aceptado el ingreso de Quintana Roo al Colegio de Abogados.
Vivieron juntos en la casa de Brasil 37 (antigua calle de Los Sepulcros de Santo Domingo) que había sido dada por los primeros gobiernos independientes a Leona Vicario, en compensación por los bienes que se le habían incautado por su participación en la insurgencia. Con la muerte de su esposa en 1842, Quintana Roo se traslada a la casa sita en el número 153 de la actual calle de Venustiano Carranza, en el barrio de La Merced, Ciudad de México, donde pasa sus últimos años.